# Vauclusotte
Vauclusotte é uma comuna francesa na região administrativa de Borgonha-Franco-Condado, no departamento de Doubs. Estende-se por uma área de 7,62 km². Em 2010 a comuna tinha 86 habitantes (densidade: 11,3 hab./km²).